# شورای اسلامی شهر سمنان
شورای اسلامی شهر سمنان، نهادی شورایی و محلی برای قانون‌گذاری و نظارت در سطح شهر سمنان است که در حال حاضر ۷ عضو دارد و اعضای آن با رأی مستقیم مردم و به صورت دسته‌جمعی انتخاب می‌شوند.

## معرفی اعضای شورا
- مهدی خراسانیان
  - رئیس شورا و رئیس کمیسیون مالی و بودجه، دارای مدرک کارشناسی ارشد مهندسی معدن
- مجید نظری
  - نائب رئیس و رئیس کمیسیون عمران، شهرسازی و خدمات شهری، دارای مدرک دکترای برنامه‌ریزی شهری
- منصور صبیری
  - منشی و رئیس کمیسیون سرمایه‌گذاری، دارای مدرک کارشناسی ارشد مهندسی عمران
- رضا صباغیان
  - خزانه‌دار و رئیس کمیسیون فرهنگی اجتماعی، دارای مدرک دکترای مدیریت کسب و کار
- حسین گل‌هاشم
  - عضو شورای شهر و رئیس شورای استان، کارشناس فرهنگی
- عباسعلی طالب‌بیدختی
  - عضو و رئیس کمیسیون ورزشی، دارای مدرک کارشناسی ارشد مدیریت دولتی
- محمدجواد حافظی
  - عضو، دارای مدرک دکترای مدیریت دولتی[۵]

## منتخبین مردم در دوره چهارم (۱۳۹۲)

#### اعضای اصلی
1. رمضان حیدریان با ۱۲ هزار و ۶۷۸ رأی
2. مجید نظری با ۱۲ هزار و ۲۳۷ رأی
3. محمدهادی عموزاده با ۱۲ هزار و ۳۰ رأی
4. نیره قادری با ۱۰ هزار و ۷۸۷ رأی
5. سیدکاظم شجاعی با ۹ هزار و ۹۶۴ رأی
6. عباس آلبویه با ۹ هزار و ۵۸۰ رأی
7. صدیقه‌بیگم شجاعی با ۹ هزار و ۳۹۰ رأی
8. علی همتی با ۸ هزار و ۷۴ رأی
9. محمدعلی غریبشائیان با ۷ هزار و ۶۳۶ رأی
10. احمد اخلاقی با ۷ هزار و ۵۷۷ رأی
11. محمد طاهریان با ۷ هزار و ۵۱۸ رأی

#### اعضای علی‌البدل
1. عباس قادری با ۷ هزار و ۳۳۸ رأی
2. جواد عالمی با ۷ هزار و ۳۱۵ رأی
3. حسین عزالدین با ۷ هزار و ۳۰۳ رأی
4. ابوالقاسم فخاریان با ۶ هزار و ۹۶۰ رأی
5. بیژن روحانی با ۶ هزار و ۸۸۶ رأی[۶]

## منتخبین مردم در دوره پنجم (۱۳۹۶)

#### اعضای اصلی
1. سید مسعود سیادتی با ۱۷ هزار و ۵۱۱ رای
2. مجید نظری با ۱۲ هزار و ۲۷۶ رای
3. مهدی خراسانیان با ۱۱ هزار و ۸۰۴ رای
4. محمد همتی با ۱۱ هزار و ۵۲۰ رای
5. عباس آلبویه با ۱۰ هزار و ۱۰ رای
6. عباسعلی طالب بیدختی با ۹ هزار و ۲۳۹ رای
7. محمد زحمتکش با ۸ هزار و ۴۸۵ رای

#### اعضای علی‌البدل
1. راضیه محجوب
2. سید کاظم شجاعی
3. همت هادیان[۷]

## منتخبین مردم در دوره ششم (۱۴۰۰)

#### اعضای اصلی
1. مهدی خراسانیان با ۹۵۸۹ رأی
2. مجید نظری با ۸۸۰۵ رأی
3. رضا صباغیان با ۵۸۶۰ رأی
4. علی همتی با ۵۶۶۳ رأی
5. حسین گل‌هاشم با ۵۵۹۲ رأی
6. عباسعلی طالب بیدختی با ۵۱۰۲ رأی
7. حسین موسوی دلازیانی با ۴۸۸۲ رأی

#### اعضای علی‌البدل
1. منصور صبیری با ۴۸۵۶ رأی
2. محمدجواد حافظی با ۴۷۵۹ رأی
3. رضا ابوالخیریان با ۴۵۱۱ رأی
4. جواد عالمی با ۴۰۵۵ رأی
5. عباس آلبویه با ۴۰۵۴ رأی[۸]